# کویینزکتبری
کویینزکتبری (به سوئدی: Skinnskatteberg) یک منطقهٔ مسکونی در سوئد است که در بخش کویینزکتبری واقع شده‌است. کویینزکتبری ۲٫۹۲ کیلومتر مربع مساحت و ۲٬۲۸۷ نفر جمعیت دارد.

## نگارخانه

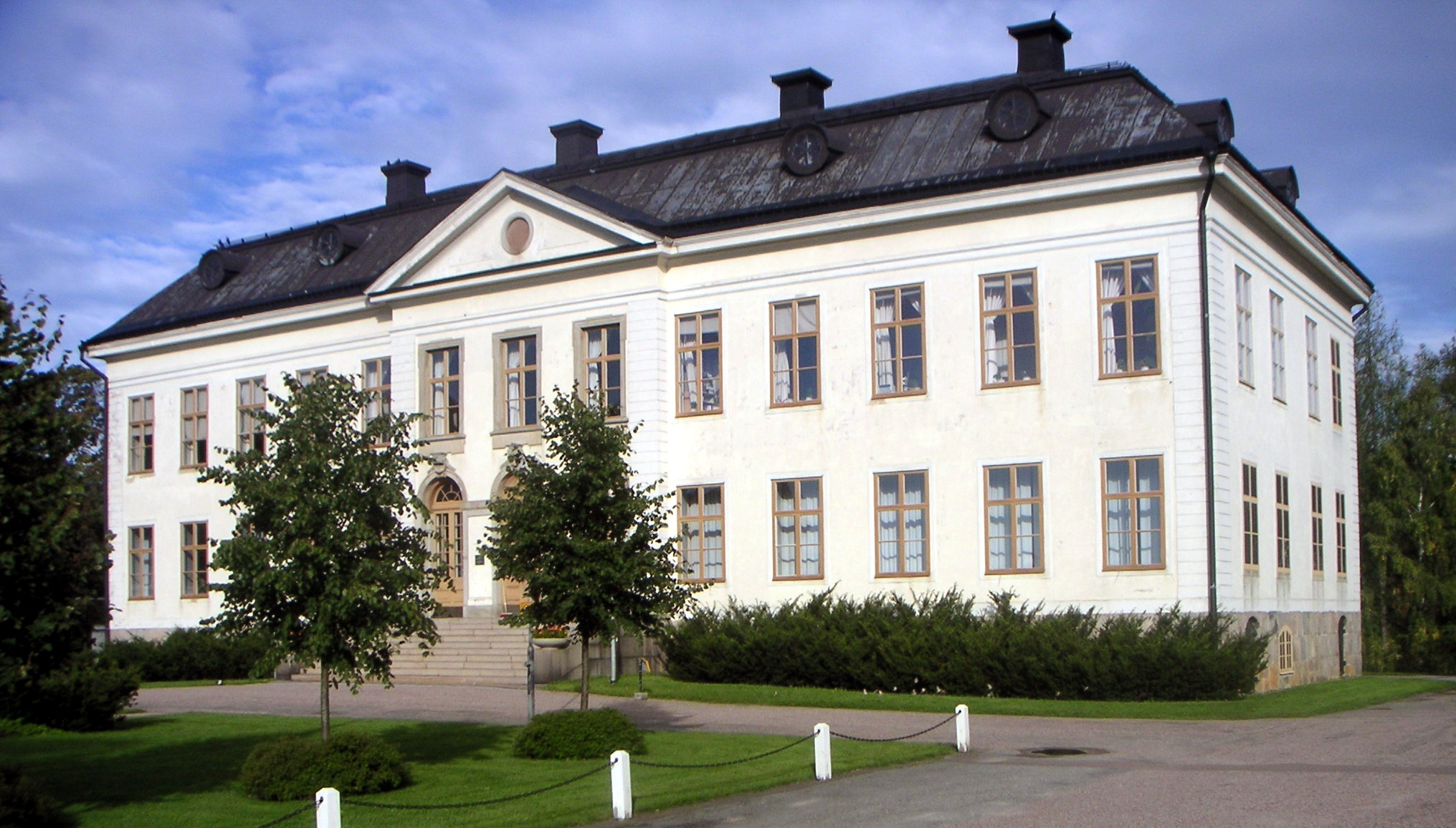
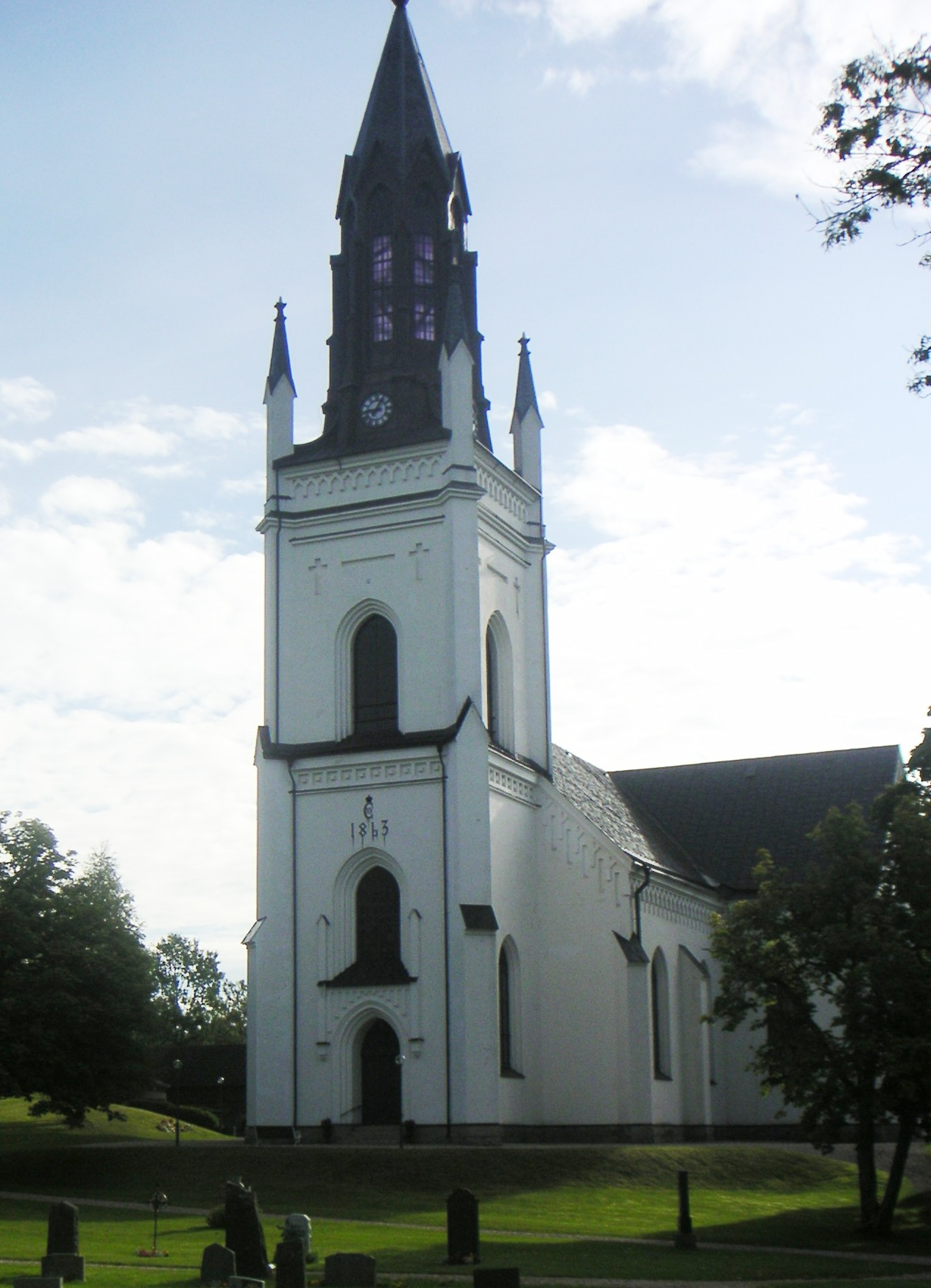
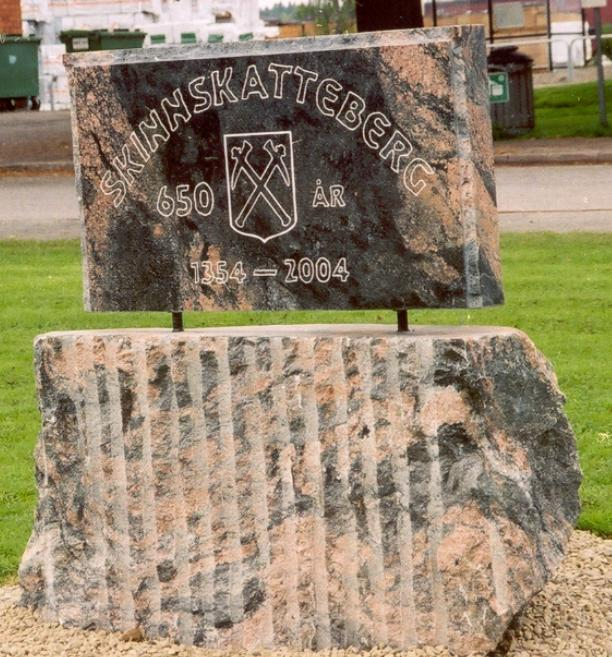